# اسکار ماسون
اسکار ماسون (ایتالیایی: Oscar Mason؛ زادهٔ ۲۵ مهٔ ۱۹۷۵ ‏(۴۹ سال)) دوچرخه‌سوار اهل ایتالیا است. وی در مسابقات جیرو دیتالیا شرکت کرده است.